# Hydraecia aurantia
Hydraecia aurantia är en fjärilsart som beskrevs av Richardson 1952. Hydraecia aurantia ingår i släktet Hydraecia och familjen nattflyn. Inga underarter finns listade i Catalogue of Life.